# Foreigner
Foreigner (МФА: ['fɔrɪnə]; с англ. — «Иностранец») — британско-американская рок-группа, созданная в 1976 году Миком Джонсом, ранее игравшим в Spooky Tooth, The Leslie West Band и бывшим участником King Crimson Иэном Макдональдом. Их первые шесть альбомов (1977—1984) стали мультиплатиновыми и в целом продавались в США лучше, чем записи их конкурентов из мира хард-рока, всего в мире было продано свыше 70 миллионов копий их альбомов.
Наиболее известными песнями коллектива считаются «Juke Box Hero», «Cold as Ice», «Feels Like the First Time», «Waiting for a Girl Like You», «Urgent», «I Want to Know What Love Is», «Say You Will», «I Don’t Want to Live Without You» и «Until the End of Time».
На заре своего творчества группа играла мелодичный рок, повлиявший на становление глэм-рока и глэм-метала, но позже в своем творчестве коллектив сумел соединить такие жанры музыки, как прогрессивный рок, R&B и поп-музыка, что незамедлительно сказалось на популярности команды. Начиная с альбома Agent Provocateur мощные гитарные риффы, преобладавшие в музыкальном стиле группы, уступили место клавишным и синтезаторам в мелодиях, но, несмотря на это, группа Foreigner продолжала играть свой излюбленный хард-рок.
Большинство композиций Foreigner созданы в соавторстве Мика Джонса и Лу Грэмма, и их авторство заслужило огромное уважение и успех, но в конце 1980-х музыка группы начала носить чисто коммерческий характер, песни становились менее выразительными и более мрачными.
Группа продолжает существовать и по сей день, однако из первоначального состава в ней остался только Джонс. Foreigner считаются основателями хард-н-хеви и софт-металла.

## История
Группа была основана в составе: Мик Джонс (гитара), Иэн Макдональд (саксофон), Деннис Эллиотт (ударные), Эл Гринвуд (клавишные), Лу Грэмм (вокал), Эд Гальярди (бас-гитара) в 1976 году в Нью-Йорке. Мик Джонс придумал название группы исходя из того факта, что он, Макдональд и Эллиот были британцами, тогда как Грэмм, Гринвуд и Гальярди были американцами, поэтому команда получила название Foreigner. После создания музыканты решили подписать контракт с лейблом Atlantic Records и записать свою первую пластинку. Дебютный альбом группы, Foreigner, вышедший в 1977 году, был продан тиражом в семь миллионов копий в США, став самым продаваемым диском коллектива. Он находился в топ-20 около года, а песни «Feels Like the First Time», «Cold as Ice» и «Long Long Way From Home» стали хитами; диск 5 раз стал платиновым в США. Их второй альбом, Double Vision, содержавший хиты «Hot Blooded» и «Double Vision» превзошёл по продажам предыдущий. Третий альбом, Head Games, повторивший успех предыдущих работ команды, смог выдать два хита — «Dirty White Boy» и «Head Games», однако Лу Грэмм и Мик Джонс не были довольны этим успехом.
Уже в 1979 году в команде начали происходить изменения в составе: Гальярди покинул группу и был заменён басистом Roxy Music Риком Уиллсом.
Вскоре группу покинули Иэн Макдональд и Эл Гринвуд, а Грэмм и Джонс были вынуждены нанимать сессионщиков для записи нового диска.
Следующий альбом, названный 4, стал их самой лучшей и успешной работой. Он содержал в себе хард-роковый трек «Juke Box Hero», рок-балладу «Waiting for a Girl Like You» и «Urgent» с саксофонным соло Джуниора Уокера; все изданные синглы стали хитами. Очередная пластинка представляла собой набор хард и поп-рок композиции, все это уже было в предыдущих альбомах группы, но на 4 мелодии стали мягче и красивее. В записи принимали участие известный продюсер Роберт Джон «Матт» Ланг, клавишник Томас Долби, саксофонист Джуниор Уокер, бас-гитарист Хью Маккракен, Марк Ривьера и Ян Ллойд исполняли бэк-вокал. После успеха пластинки был издан первый сборник Records, который был спродюсирован Миком Джонсом. После этого коллектив не записывал альбомы, а Грэмм и Джонс начали заниматься сольными проектами.
Agent Provocateur был выпущен в конце 1984 и принёс группе первый и единственный хит, занимавший 1 места в хит-парадах США, Британии, Австралии, Норвегии, Швеции. «I Want to Know What Love Is» — это баллада, основанная на евангелии, исполненная вместе с New Jersey Mass Choir. Хотя заглавный сингл альбома и стал хитом, сам альбом оказался не слишком успешным в коммерческом плане, его начали сравнивать с ранними работами коллектива, кроме того, у него не было чёткой концепции, звучание композиций было жестче, чем в альбоме 4, а песни стали грустными и унылыми. Agent Provocateur был продан тиражом в 3 миллиона копий. Ещё один сингл с альбома, «That Was Yesterday», смог добиться успеха, и был так же успешен, как и «I Want to Know What Love Is».
Спустя некоторое время, Foreigner снова прекратили свою деятельность, Лу Грэмм и Мик Джонс вновь занялись сольными проектами; Джонс продюсировал альбом группы Bad Company, Fame and Fortune, а Грэмм работал над сольным альбомом. В 1987 году Foreigner собрались снова и выпустили Inside Information, содержащий такие хиты как «Say You Will» и «I Don’t Want To Live Without You». Альбом не был успешен, несмотря на то, что Foreigner тщательно и серьёзно относились к работе в студии. Эта запись была сделана качественно, но их стиль всё больше и больше стал сближаться с поп-музыкой, а рок-композиций стало намного меньше, чем это было раньше. Тем не менее и этот неудачный диск стал платиновым, но он стал последним для Foreigner, последующие работы группы вообще не были сертифицированы. В результате конфликта между Джонсом и Грэммом, они снова разошлись, Грэмм надолго ушёл из Foreigner, также группу покинул Марк Ривьера.

Джонс продюсировал альбом Билли Джоэла, Storm Front и выпустил свою первую дебютную пластинку, а Грэмм выпустил второй сольный диск Long Hard Look, который был не таким удачным как Ready or Not, с заглавным хитом «Midnight Blue».
В 1990 Мик Джонс заново собрал Foreigner с новым вокалистом Джонни Эдвардсом. В 1991 был выпущен альбом Unusual Heat. Это был их худший альбом по продажам, который достиг только 117-го места в Billboard 200, хотя «Lowdown and Dirty», являющаяся основным хитом альбома, достигла 4 места в чарте.
Состав группы вновь изменился: Деннис Эллиотт покинул группу в 1991 году вместе с Риком Уиллсом, вокалист Джонни Эдвардс ушёл из коллектива в 1992 году.
В том же году по просьбе Atlantic Records Лу Грэмм вернулся в Foreigner вместе с Брюсом Таргоном из Shadow King, и группа выпустила свой второй хитовый альбом The Very Best and Beyond, содержащий лучшие хиты группы и три новые композиции, позднее был выпущен первый концертный альбом Classic Hits Live. Тремя годами позже группа выпустила альбом, который возвещал о воссоединении группы — Mr. Moonlight. Этот альбом стал даже хуже Unusual Heat, что было вызвано растущей популярностью альтернативного рока и гранжа. Хотя баллада «Until the End of Time», которая была заглавным синглом, достигла 42-го места в Billboard Hot 100. Это был последний случай, когда их сингл попадал в Billboard, а также «Until the End of Time» стал последним хитом группы, вторым синглом стала песня «Under the Gun», оба сингла 1990-х были менее успешными чем синглы Foreigner 1980-х, так как первые звучали так, «словно были записаны в 80-х годах».
В 2001 году Warner Music Group переиздал альбомы Foreigner и 4 в новом улучшенном видеоформате. В 2002 году Rhino Entertainment переиздал их мульти-платиновые альбомы времён 1977—1981: Foreigner, Double Vision, Head Games и 4 в специальном улучшенном формате. Эти альбомы, включавшие в себя новые фотографии, примечания и бонус-треки ранее не издававшихся песен, были выпущены в США и Европе. В США они достигли 80-го места в чарте альбомов Billboard 200.
В 2003 году Грэмм снова покинул группу, чтобы продолжить свою сольную карьеру и создал Lou Gramm Band. Джонс, последний из оставшихся основателей Foreigner, принимает решение реформировать коллектив и привлекает в 2005 году Келли Хансена на замену Грэмму в качестве вокалиста. Легенды хард-рока, ударник Джейсон Бонэм и басист Джефф Пилсон также присоединились к группе. Джефф Пилсон также стал продюсером группы.
Foreigner в 2007 году вместе с Styx участвовали в туре Def Leppard. Их новый альбом, Extended Versions, включает их классические хиты, сыгранные вживую на концерте, как «чистый звук, подобно студийному». В том же году они начали работать над новым альбомом. В 2009 году группа выпустила новый альбом Can't Slow Down, включающий в себя как старый материал группы, так и новый.

## Участники

### Текущий состав
- Мик Джонс — соло-гитара, фортепиано, клавишные, бас-гитара, бэк-вокал (1976 — наши дни)
- Том Гимбел — ритм-гитара, саксофон, флейта, клавишные, бэк-вокал (1992—1993, 1995 — наши дни)
- Келли Хансен — вокал (2005 — наши дни)
- Майкл Блюстайн — клавишные, синтезатор, бэк-вокал (с 2008)
- Джефф Пилсон — бас-гитара, бэк-вокал (2004 — наши дни)
- Крис Фрейзер — ударные, перкуссия (с сентября 2012 года)
- Брюс Уотсон — соло-гитара (заменял Джонса; 2011 года — наши дни)

### Бывшие участники
- Лу Грэмм — вокал, перкуссии (1976—1990, 1992—2003)
- Деннис Эллиотт — ударные, бэк-вокал (1976—1991)
- Иэн Макдональд — ритм-гитара, клавишные, саксофон, флейта, бэк-вокал (1976—1980)
- Эл Гринвуд — клавишные, синтезатор (1976—1980)
- Эд Галиарди — бас-гитара, бэк-вокал (1976—1979)
- Рик Уиллс — бас-гитара, бэк-вокал (1979—1992)
- Марк Ривера — ритм-гитара, клавишные, саксофон, флейта, бэк-вокал (1981—1987, 1991)
- Боб Майо — клавишные, ритм-гитара (1981—1985, 1991)
- Питер Рейлич — клавишные, синтезатор (1981—1982)
- Джонни Эдвардс — вокал, ритм-гитара (1990—1992)
- Джефф Якобс — фортепьяно, орган, клавишные, бэк-вокал (1991—2007)
- Эндрю «Вороний Коготь» Питерс: ударные (1992—1993)
- Брюс Таргон — бас-гитара, бэк-вокал (1992—2003)
- Марк Шульман — ударные, бэк-вокал (1992—1995, 2000—2002)
- Рон Уиксо — ударные (1995—1998)
- Брайан Тичи — ударные (1998—2000)
- Денни Кармасси — ударные (2002)
- Джейсон Бонэм — ударные (2004—2007, 2007—2008)
- Марк Шульман — ударные, перкуссия, бэк-вокал (1992—1995, 2000—2002, 2011—2012).

## Дискография
- Foreigner (1977)
- Double Vision (1978)
- Head Games (1979)
- 4 (1981)
- Agent Provocateur (1984)
- Inside Information (1987)
- Unusual Heat (1991)
- Mr. Moonlight (1994)
- Can't Slow Down (2009)